# Co thắt phân đoạn
Co thắt phân đoạn (Tiếng Anh: Segmentation contractions) là một loại nhu động ruột.
Không giống như nhu động thực quản, các cơn co thắt phân đoạn diễn ra ở ruột già và ruột non, chủ yếu ở ruột già. Trong khi nhu động liên quan đến chuyển động một chiều về một hướng, co thắt phân đoạn giúp dưỡng chấp di chuyển theo cả hai hướng, cho phép hòa trộn nhiều hơn với chất bài tiết của ruột. Co thắt phân đoạn là sự co thắt của các cơ vòng, trong khi nhu động là sự co bóp nhịp nhàng của các cơ dọc của ống tiêu hóa. Không giống như nhu động ruột, co thắt phân đoạn có thể làm chậm sự hấp thu dưỡng chấp trong hệ tiêu hóa.